# Közbiztonsági őrizet
A közbiztonsági őrizet egy rendőri intézkedés a magyar jogban. A rendőrség jogosult az előállított személyt 24 óra időtartamra  közbiztonsági őrizetbe venni akkor, ha az őrizetbe vételt szükségessé teszi az előállított személy személyazonosságának  megállapítása.
Az őrizet időtartamába az előállítás ideje beszámít. A közbiztonsági őrizetet rendőrségi fogdában kell végrehajtani.
A fentiek mellett 72 órára őrizetbe veheti a rendőrség azt a feltételes szabadságra bocsátott elítéltet, illetve azt a javítóintézetből ideiglenesen elbocsátottat, akit pártfogó felügyelet alá helyeztek, amennyiben a pártfogolt a hatóság elől elrejtőzött vagy elrejtőzésétől alaposan tartani kell.
A közbiztonsági őrizetbe vett személyt haladéktalanul szabadon kell bocsátani:
– a személyazonosságának megállapítását követően, továbbá
– ha a személyazonosság megállapítására vagy a feltételes szabadság megszüntetésére a fenti határidőkön belül nem került sor, a határidő elteltével.